# Антипіно (Нижньогородська область)
Антипіно (рос. Антипино) — присілок в Воскресенському районі Нижньогородської області Російської Федерації.
Населення становить 30 осіб. Входить до складу муніципального утворення Нахратовська сільрада.

## Історія
Від 2009 року входить до складу муніципального утворення Нахратовська сільрада.

## Населення
| 1999 | 2002 | 2010 |
| ---- | ---- | ---- |
| 56   | ↘46  | ↘30  |